# Sentosa Express
El Sentosa Express es una línea de monorriel que conecta la isla de Sentosa con HarbourFront en Singapur continental. Fue construido a un costo de S$ 140 millones para reemplazar el Monorriel de Sentosa. El desarrollo comenzó en junio de 2003 y las obras de construcción finalizaron a finales de 2006. La línea totalmente elevada es de 2,1 kilómetros (1,3 millas por dirección) y bidireccional (4,3 km de longitud total de vía). El sistema de monorraíl, inaugurada el 15 de enero de 2007, es propiedad privada de Sentosa Development Corporation y operado por Singapore Mass Rapid Transit (MRT) y puede transportar hasta 4.000 pasajeros por hora por dirección.

## Historia

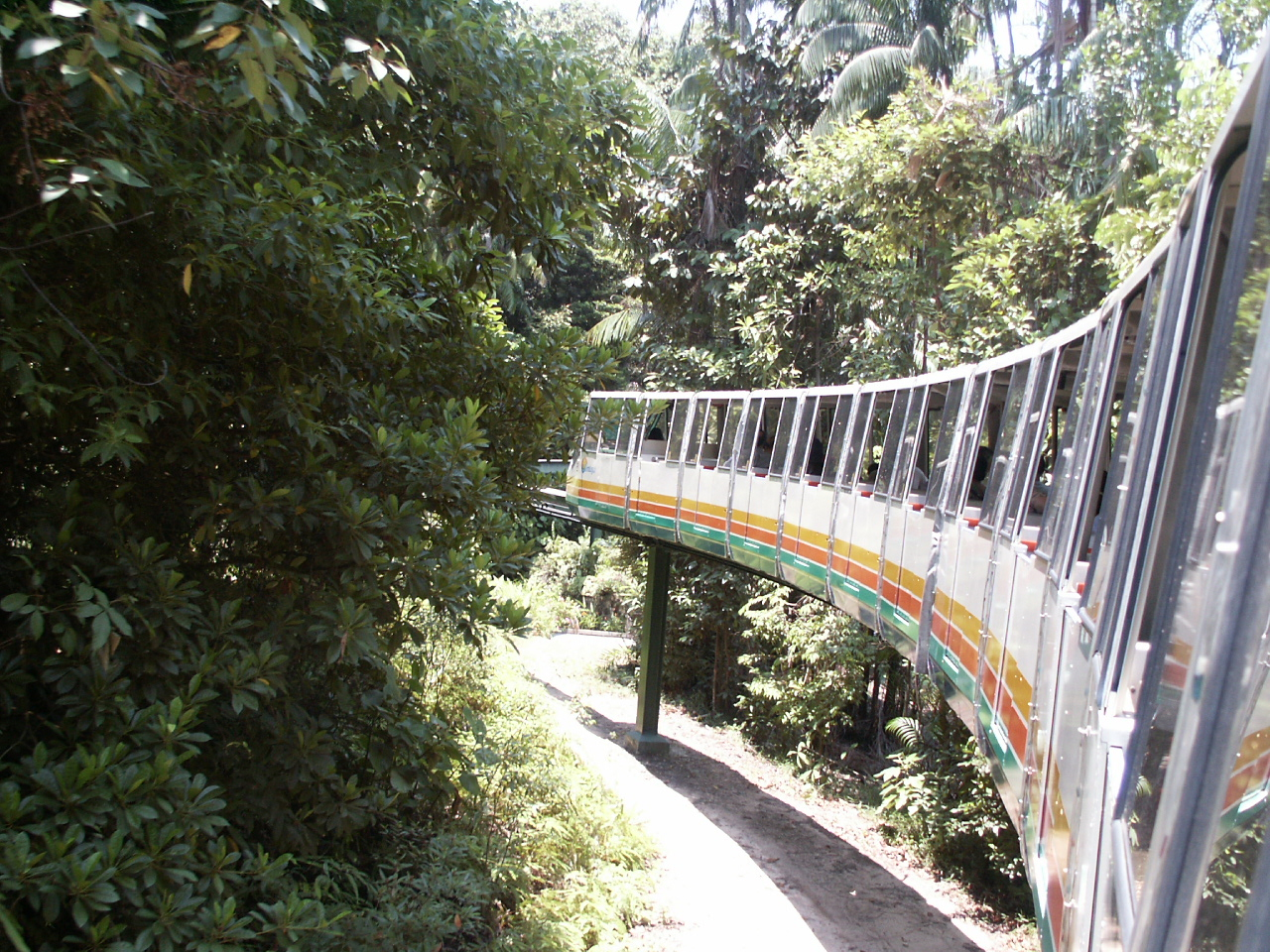
Antiguo sistema de monorriel de Sentosa (1982 y 2005).

En junio de 2002, Sentosa Development Corporation (SDC) adjudicó un contrato de 78 millones de dólares singapurenses a la filial japonesa Hitachi para construir el Sentosa Express, que formaba parte de un plan de desarrollo de diez años. Debía reemplazar al monorriel de Sentosa, en funcionamiento desde 1982 y en planes de ser demolido en 2005. A diferencia de su predecesor, que circulaba en bucle alrededor de la isla, el Sentosa Express cruza el mar para intercambiar con la Línea Noreste del MRT en el continente, contando con tres estaciones en Sentosa, para un total de cuatro estaciones.
La construcción del sistema comenzó en junio de 2003, duró tres años y medio y se completó a fines de 2006, con un costo de 140 millones. Dos de las tres estaciones de la isla, Imbiah y Beach, se inauguraron el 15 de enero de 2007, junto con la estación VivoCity en el continente, que se había integrado al nuevo centro comercial VivoCity.
Se planeó que la tercera estación denominada Waterfront se inaugurara al mismo tiempo que el complejo turístico integrado Resorts World Sentosa, que entonces se encontraba en desarrollo, pero fue demolida un año después, en enero de 2008, para su remodelación. La estación se inauguró el 1 de febrero de 2010 como parte de una apertura gradual de todo el complejo turístico.
Para hacer frente al aumento del tráfico de pasajeros, la COSUDE adjudicó un contrato de modernización 23.68 millones a Hitachi Asia en noviembre de 2014. El sistema de señalización se actualizaría a un sistema de control de trenes basado en comunicaciones, con la provisión de dos vagones de tren adicionales, y estaría operativo a finales de 2017.

## Horarios de trenes
Los horarios diarios del primer y último tren de las estaciones de VivoCity y Beach son las 07:00 y las 00:00 horas. Los trenes circulan con una frecuencia media de tres minutos a lo largo del día. El recorrido completo, de una terminal a la otra, dura ocho minutos.

## Tarifas y emisión de billetes
El viaje dentro de Sentosa (entre las estaciones de Resorts World y Beach) y de regreso al continente es gratuito. El viaje desde el continente a Sentosa es de pago, pero durante el período de la pandemia de COVID-19 hasta el 31 de marzo de 2023, el viaje fue gratuito.
Los viajeros pueden escanear las tarjetas CEPAS y las tarjetas NETS/crédito/débito en las puertas de tarifa de la estación VivoCity para pagar la entrada desde el continente. Quienes utilicen tarjetas NETS/crédito/débito deberán utilizar la entrada especial a la izquierda de la estación VivoCity. Las tarifas son las siguientes:
- $4: Todas las tarjetas (incluidas las tarjetas de crédito/débito)
- $2: Tarjeta de Concesión de Transporte para Personas Mayores, Personas con Discapacidad, Programa de Trabajo, Tarjeta de Educación Primaria, Secundaria, Universidades de Nivel Medio, ITE y Politécnica
- $0: Tarjeta de concesión para niños

## Estaciones
| Fecha                | Proyecto        | Descripción |
| -------------------- | --------------- | --- |
| 15 de enero de 2007  | Sentosa Express | Apertura de las estaciones de Sentosa, Imbiah y Beach                                                                                                |
| 1 de febrero de 2010 | Sentosa Express | Se inaugura una estación costera entre VivoCity e Imbiah                                                                                             |
| 1 de abril de 2019   | Sentosa Express | Las estaciones de Sentosa y Waterfront fueron renombradas VivoCity y Resorts World respectivamente para reflejar mejor las atracciones circundantes. |
| Noviembre de 2023    | Sentosa Express | Inauguración de la plataforma de descenso de nueva construcción en la estación Beach                                                                 |

Leyenda
| · Elevado           | · Terminal de línea               | · Traslado fuera del área pagada |
| · A nivel del suelo | · Accesible para sillas de ruedas | · Intercambiador de autobuses    |
| · Subterráneo       | · Refugio de Defensa Civil        | · Otros modos de transporte      |

| Estación / Color | Imagen | Transferencia; Transporte adyacente | Apertura             | Nombre original | Nombre actual |
| ---------------- | ------ | --- | -------------------- | --------------- | ------------- |
| VivoCity         |        | North East Line · Circle Line · ― · HarbourFront · ― · Singapore Cable Car Mount Faber Line · HarbourFront Centre · Singapore Cruise Centre | 15 de enero de 2007  | Sentosa         | Gateway       |
| Resorts World    |        | Resorts World Sentosa | 1 de febrero de 2010 | Waterfront      | Sentosa       |
| Imbiah           |        | Singapore Cable Car Mount Faber Line · Singapore Cable Car Sentosa Line                                                                     | 15 de enero de 2007  |                 | Merlión       |
| Beach            |        | Beach Station Bus Terminal | 15 de enero de 2007  | Palawan         |               |

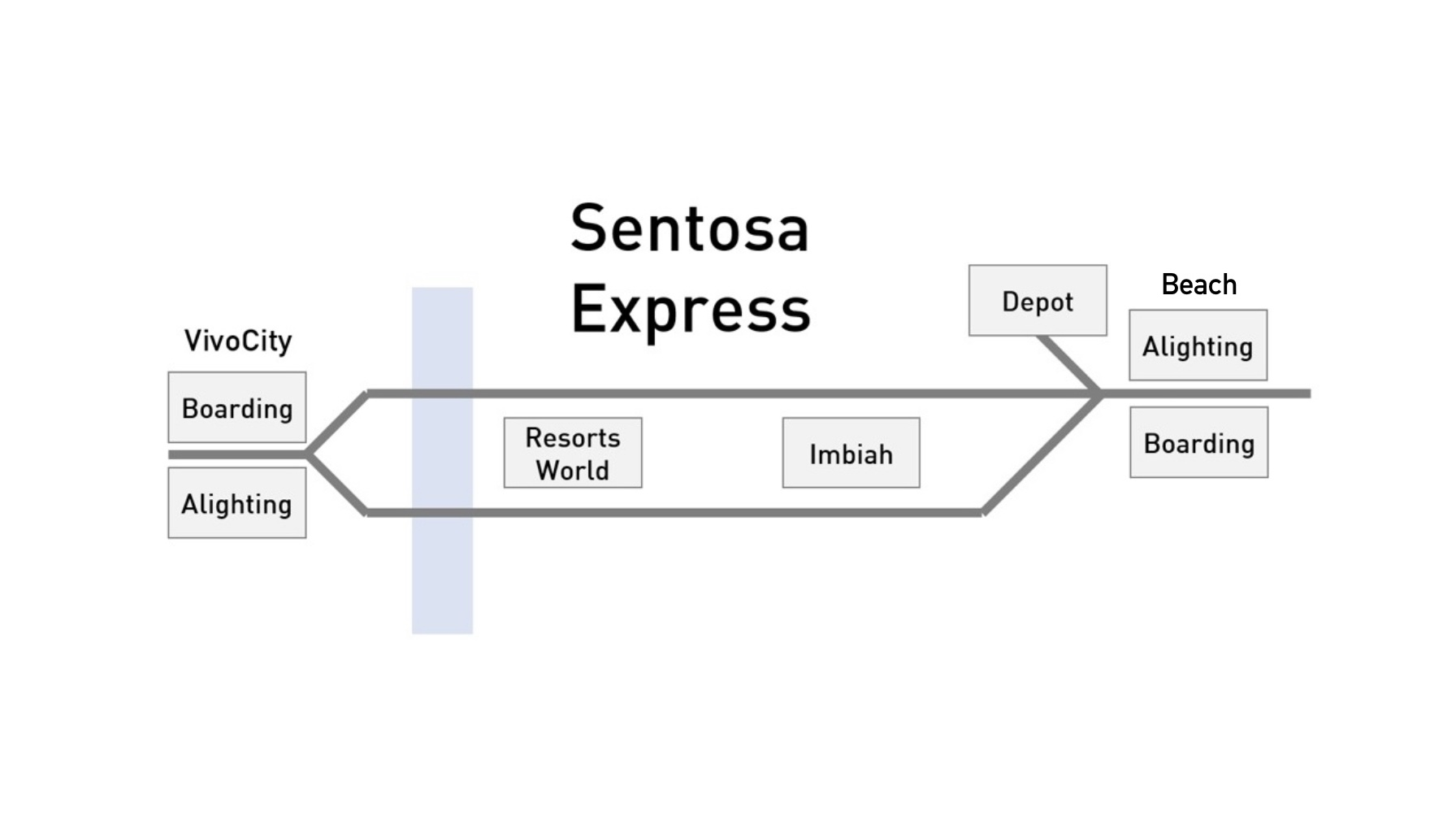
Diagrama de vías del Sentosa Express

Se gastaron 26 millones de dólares singapurenses en las estaciones elevadas y el depósito junto a la estación Beach. La estación VivoCity es la única estación de la línea en el continente, el resto de las estaciones están en Sentosa. También es el único que cuenta con puertas de plataforma con mosquiteras de altura completa. Las demás estaciones de la isla Sentosa no tienen aire acondicionado y son las primeras estaciones de tren del país que utilizan puertas de plataforma de media altura de Fangda.
Al igual que el Mass Rapid Transit, las estaciones tienen escaleras mecánicas bidireccionales y un ascensor para llevar a los pasajeros desde el vestíbulo de la estación hasta las plataformas y al nivel dentro de VivoCity en el continente.
Tanto la estación Vivocity como la estación Beach emplean una plataforma de bahía que utiliza la solución española: los pasajeros ingresan por un lado del tren después de haber descendido por el opuesto.

### VivoCity
La estación terminal norte de VivoCity (anteriormente llamada Sentosa @ VivoCity) está solo unos niveles por encima de la estación de MRT HarbourFront y del HarbourFront Bus Interchange, ubicado dentro del centro comercial que lleva su nombre. Al igual que las estaciones de MRT del Aeropuerto Changi y Stevens, la venta de boletos, las puertas de acceso y las plataformas están todas en el mismo nivel de la estación.
La estación consta de una única plataforma que recibe los trenes con destino a la playa para dar la vuelta. Esta es la única estación del Sentosa Express que cuenta con aire acondicionado y utiliza puertas de plataforma de altura completa.

### Resorts World
La estación de Resorts World está ubicada en la región norte de Sentosa dentro de Resorts World Sentosa. La Plataforma A posee trenes con destino a la playa, mientras que la Plataforma B maneja trenes con destino a VivoCity. Hay dos pistas y una plataforma de isla. Como la línea tiene volante a la izquierda, todas las puertas del tren se abren hacia la derecha. 
La estación era originalmente la Waterfront y funcionó durante casi un año antes de cerrar en enero de 2008, para dar paso a la construcción de Resorts World Sentosa. Fue reconstruido y reabierto el 1 de febrero de 2010. El 1 de abril de 2019, la estación pasó a llamarse Resorts World en honor al complejo integrado.

### Imbiah
La estación de Imbiah está ubicada en el centro de Sentosa, junto al mirador de Imbiah. La Plataforma A posee trenes con destino a la playa, mientras que la Plataforma B conduce trenes con destino a VivoCity. Hay dos pistas y una plataforma central. Como la línea tiene volante a la izquierda, todas las puertas del tren se abren hacia la derecha. La atracción más cercana es Madame Tussauds Singapore y el teleférico de Singapur.

### Playa
La estación terminal al sur de Beach está ubicada entre Siloso Beach y Palawan Beach. La estación constaba de una única vía y una única plataforma que permitía el paso de trenes con destino a VivoCity. En noviembre de 2023 se inauguró una nueva plataforma para la bajada de pasajeros, implementando la solución Barcelona en la estación.
A nivel de calle, hay playas, tiendas, deportes náuticos, pubs, cafeterías y restaurantes. Está conectado al centro de transferencia de la estación Beach para transferencias a las tranvías de playa, el servicio de autobús SBS Transit 123, el servicio de transporte al Sentosa Golf Club, el servicio de transporte a HarborFront, así como los servicios de autobús internos A y B de Sentosa.
Los autobuses de servicio recorren una ruta hasta la playa de Siloso y las playas de Palawan y Tanjong. El servicio de transporte circula por iglas playas de Siloso y Tanjong respectivamente.

## Material rodante
El Sentosa Express es el primer sistema que utiliza el monorraíl de vigas a horcajadas de tipo Hitachi Rail pequeño, con una capacidad de aproximadamente 184 pasajeros por tren. Con un total de siete trenes de dos vagones y 25 metros (27,3 yd) de largo, trenes de diferentes colores cada uno, a saber, verde, naranja, azul, morado, rosa, rojo y amarillo. Los trenes rosas y rojos se agregaron a la flota original de cuatro el 1 de diciembre de 2009; el tren amarillo se agregó el 24 de noviembre de 2017. En 2015, el tren naranja fue pintado con un diseño multicolor. Cuenta además con otros dos trenes de mantenimiento de color amarillo.

## Señalización
En noviembre de 2017 se realizó un cambio del bloque fijo Hitachi digital ATP/ATS al bloque móvil Hitachi inalámbrico CBTC - ATC. El nuevo sistema CBTC utiliza comunicación inalámbrica para recopilar datos sobre la ubicación y la velocidad de los trenes, de modo que se pueda calcular la distancia entre ellos. Esto reduce los tiempos de viaje de los pasajeros y permitirá que más trenes circulen juntos para lograr una mayor capacidad. Con la implementación del sistema CBTC sin conductor, todas las ventanas de la cabina del tren se abren excepto durante la operación manual. Los capitanes de tren están presentes en la cabina delantera del tren para gestionar y supervisar los riesgos de seguridad y protección en el tren.